# جان کالبرسن
جان کالبرسن (به انگلیسی: John Culberson) نمایندهٔ حوزه انتخابیه هفتم تگزاس از حزب جمهوری‌خواه ایالات متحده آمریکا در مجلس نمایندگان ایالات متحده آمریکا است که برای نخستین‌بار در ۷ ژانویه ۲۰۰۱ میلادی به‌عضویت این مجلس درآمد.